# Antígeno H-Y
O antígeno H-Y é um antígeno específico do tecido masculino. Originalmente pensado para desencadear a formação de testículos (via lócus, um gene autossômico que gera o antígeno e outro que gera o receptor), agora se sabe que ele não desencadeia a formação de testículos, mas pode ser ativado por isso.